# Giurisdizione civile
La giurisdizione civile è l'attività di tutela dei diritti previsti dalla legge a vantaggio della persona (fisica o giuridica) che agisce ed attuata sul piano processuale, mediante l'applicazione della norma giuridica (di regola, generale ed astratta) al caso concreto.  In base all'art. 100 del codice di procedura civile "per proporre una domanda o per contraddire alla stessa è necessario avervi interesse" e, specularmente, l'art. 81 c.p.c. prevede che "fuori dai casi espressamente previsti dalla legge, nessuno può far valere nel processo in nome proprio un diritto altrui".
È possibile tracciare una distinzione di massima tra l'attività giurisdizionale, quella legislativa e quella amministrativa. Rispetto alla prima, infatti, la giurisdizione investe il piano concreto del diritto, e non più la normazione generale e astratta. Rispetto alla seconda, invece, la giurisdizione si distingue per la sua necessaria imparzialità, laddove l'attività amministrativa è notoriamente orientata al perseguimento dell'interesse pubblico (e dunque è necessariamente parziale).
La dottrina processualcivilistica prende in considerazione la giurisdizione sotto due profili, funzionale e strutturale.
Si evince direttamente dall'art. 24 della Costituzione il piano funzionale della giurisdizione. La norma infatti enuncia il principio che attribuisce a tutti, senza eccezioni, il potere di agire in giudizio per la tutela dei propri diritti e interessi legittimi. Tale affermazione, oltre a fondare il principio della domanda di parte, delinea il fine della giurisdizione: realizzare l'attuazione processuale dei diritti. Ciò avviene di norma in via secondaria, poiché la giurisdizione interviene solitamente in caso di violazione di una norma sostanziale. Qualora l'assetto di interessi voluto da una norma non si realizza, perché un soggetto ha violato la norma (tenendo un comportamento difforme da quello previsto), è necessario attivare la tutela giurisdizionale: è necessario, cioè, che un giudice, attraverso la sua attività, ripristini il diritto leso. L'attività del giudice "sostituisce" così il comportamento che avrebbe dovuto avere il soggetto che ha violato la norma: in tal senso si parla di sostitutività della tutela giurisdizionale.
Tuttavia, non è escluso che la giurisdizione operi in via primaria, in assenza di qualsiasi violazione. Ciò avviene essenzialmente in due casi. Quando è contestato un diritto altrui (o, specularmente, è vantato un diritto proprio), non è ancora necessario reprimere alcuna violazione: è però opportuno evitarla, accertando incontestabilmente a chi spetta il diritto. Si parla in tal caso di giurisdizione di mero accertamento. La seconda ipotesi riguarda il caso che, in relazione a una vicenda che coinvolge - oltre agli interessi dei soggetti - interessi superiori dell'ordinamento, maturi un diritto alla modificazione giuridica. In questi casi la modificazione (ad es. separazione dei coniugi, interdizione, inabilitazione) non può essere ottenuta se non attraverso un processo. Si parla allora di giurisdizione costitutiva necessaria.
La giurisdizione, così individuata sotto il profilo funzionale, può dunque definirsi più o meno indifferentemente attività di "composizione delle liti" (Carnelutti), "attuazione delle sanzioni" (Redenti) o "attuazione in via normalmente secondaria dei diritti" (Mandrioli). Le varie definizioni si distinguono debolmente, prendendo in considerazione lo stesso fenomeno sotto diversi punti di vista.
Il piano strutturale della giurisdizione attiene invece non più alle finalità della stessa, ma al modo in cui, in concreto, vengono realizzate, attraverso le forme previste dal codice di procedura civile. Si distinguono allora varie attività, ciascuna delle quali si fa carico di una precisa "sottofunzione". Le varie sottofunzioni si integrano tra loro e concorrono alla realizzazione del fine dell'attività giurisdizionale nel complesso. La fondamentale attività di cognizione si incarica di determinare l'accertamento in concreto del diritto, demandandone poi l'attuazione pratica all'attività di esecuzione forzata. A fianco delle giurisdizioni di cognizione e di esecuzione è poi individuabile una terza tipologia (giurisdizione cautelare), che tuttavia è inscindibile dalle precedenti, in quanto mira ad assicurare che esse pervengano a un risultato utile, ponendo i diritti al riparo dai pericoli che possono aggredirli nel tempo necessario a decidere o a portarli ad esecuzione.
Nell'ordinamento italiano, soppresso l'ufficio del pretore, la giurisdizione civile di primo grado è esercitata (secondo la competenza) dal giudice di pace o dal tribunale; in secondo grado, rispettivamente dal tribunale e dalla Corte d'appello. Il terzo grado (giudizio di legittimità) si svolge naturalmente davanti alla Corte di cassazione.